# Емануеле Алберто Гуериери ди Мирафиори
Емануеле Алберто Гуериери (на италиански: Emanuele Alberto Guerrieri; * 4 октомври 1851, Монкалиери; † 24 декември 1894, Сомарива Перно) е италиански благородник, граф на Мирафиори и на Фонтанафреда, кралски син, пионер в производството на вино.

## Произход
Той е извънбрачен син на крал Виктор Емануил II (* 1820, † 1878) и на метресата му и бъдеща морганатична съпруга Роза Верчелана (* 1833, † 1885). Негови дядо и баба по бащина линия са кралят на Сардиния Карл Алберт и Мария Тереза Тосканска, дъщеря на великия херцог на Тоскана Фердинанд III, а по майчина – професионалният военен Джовани Батиста Верчелана и Мария Тереза Грильо. Има една сестра:
- Витория (* 1848, † 1905), съпруга на маркизите и братя Джакомо Филипо и Луиджи Доменико Спинола, и на Паоло Де Симоне.

Има и шест природени братя и две природени сестри от първия брак на баща си, сред които кралят на Италия Умберто I, кралят на Испания Амадей I и кралицата на Португалия Мария Пия, както и около тридесет природени братя и сестри от негови извънбрачни връзки, сред които Донато Етна, генерал и политик.

## Биография
Участва на 15 години (той е най-младият офицер в италианската армия) в Третата война за италианска независимост (Австро-италианска война).
Баща му прави майка му Роза на 11 април 1858 г. графиня на Мирафиори и на Фонтанафреда и ѝ купува замъка в Сомарива Перно. През март 1879 г. Роза законно признава Витория и Емануеле Алберто Гуериери за свои собствени деца, предавайки на сина си титлата „Граф на Мирафиори и на Фонтанафреда“, който през същата година става собственик на замъка Сомарива Перно.
През 1878 г. създава именията и избите Фонтанафреда в Сералунга д'Алба. Делото му е решаващо за трансформирането на имението Фонтанафреда, закупено навремето от баща му, в образцова ферма с изба, която прилага всички най-модерни и напреднали техники на времето за преобразуване на вино. Самият Емануеле като енолог натрупва голям опит в сектора, като пътува много из Европа и посещава множество лозарски региони, за да се актуализира на професионално ниво, и е абониран за много чуждестранни специализирани вестници в сектора, за да бъде винаги в челните редици в отглеждането на лозя и в управлението на избата.
Емануеле Алберто може да се счита за един от първите пионери на лозарството в района на Сералунга, продължавайки интуицията на Жулиет Колбер Фалети в Бароло и Камило Бенсо ди Кавур в Гринцане. Той е първият, който организира огромна мрежа от промоции и продажби на своите вина, и също така успява да проследи с особено внимание нуждите на многобройните си селскостопански служители, които работят в неговите компании в Сералунга и Бароло. Той е президент на Дружеството на селскостопанските работници във Фонтанафреда – едно от първите дружества за взаимопомощ в селските райони в провинцията, основано през 1893 г.
През 1890 г. виното Бароло Мирафиоре се изнася в цял свят и е признато на изложенията в Брюксел, Париж и Чикаго.
Емануеле също така заема обществени роли като председател на Асоциацията на бивши бойци и на Клуб „Велоче“ – асоциация на велосипедните ентусиасти.
Умира на 43-годишна възраст през 1894 г. Смъртта му има силен отзвук в италианските, испанските, белгийските, немските и френските вестници. Кралят на Италия Умберто I, негов полубрат, изпраща телеграма, където пише: „... Винаги съм изпитвал искрена обич към него...“, макар че отношенията между тях са били много студени.

## Брак и потомство
∞ 10 ноември 1872 за Бианка Енрикета дьо Лардерел, дъщеря на граф Франсоа Жак дьо Лардерел, инженер и предприемач, от която има двама сина:
- Виторио Емануеле Гуериери (* 1873, † 27 януари 1896, Нерви), умира от падане от кон
- Гастоне Гуериери (* 8 декември 1878, Флоренция; † 7 август 1943, Сомарива Перно), граф на Мирафиори и на Фонтанафреда, политик и предприемач, основател на Винно дружество „Мирафиори“, сенатор на Кралство Италия (1934 – 1943), депутат на Кралство Италия, ∞ 6 юни 1900 в Алба за Маргерита Боасо (* 5 декември 1878, Торино; † 11 януари 1974, Санремо), от която има една дъщеря и един син.